# Zweites Buch
Zweites Buch (Anden bog) var en bog, som Adolf Hitler skrev i 1928. Bogen var en fortsættelse af Mein Kampf. Den handler om udenrigspolitik og blev ikke udgivet i Hitlers levetid.
| Sprog og litteratur | Spire Denne artikel om litteratur er en spire som bør udbygges. Du er velkommen til at hjælpe Wikipedia ved at udvide den. |